# 안드로보이

구글의 안드로봇.(안드로이드 로봇) 안드로보이는 이를 바탕으로 디자인되었다

안드로보이(Androboi)는 SK텔레콤이 구글의 안드로이드 운영 체제(OS)를 상징하는 마스코트를 수정해 만든 SK텔레콤의 홍보 마스코트로, 2010년 2월 5일 SK텔레콤의 TV CF를 통해 공식 데뷔했다.

## 소개
안드로보이는구글의 주도로 개발되고 있는 공개 모바일 운영 체제 안드로이드의 로고를 수정해 만든 SK텔레콤의 홍보용 캐릭터이다. 구글의 안드로이드가 SK텔레콤을 만나서 더 신나진다는 것을 상징한다고 한다.

## 토킹 안드로이드
해외에서 안드로보이로 키우는 게임을 만들었다. 토킹톰처럼 키우는 형식으로 여러 가지 애교를 부린다.